# Ambi Pur

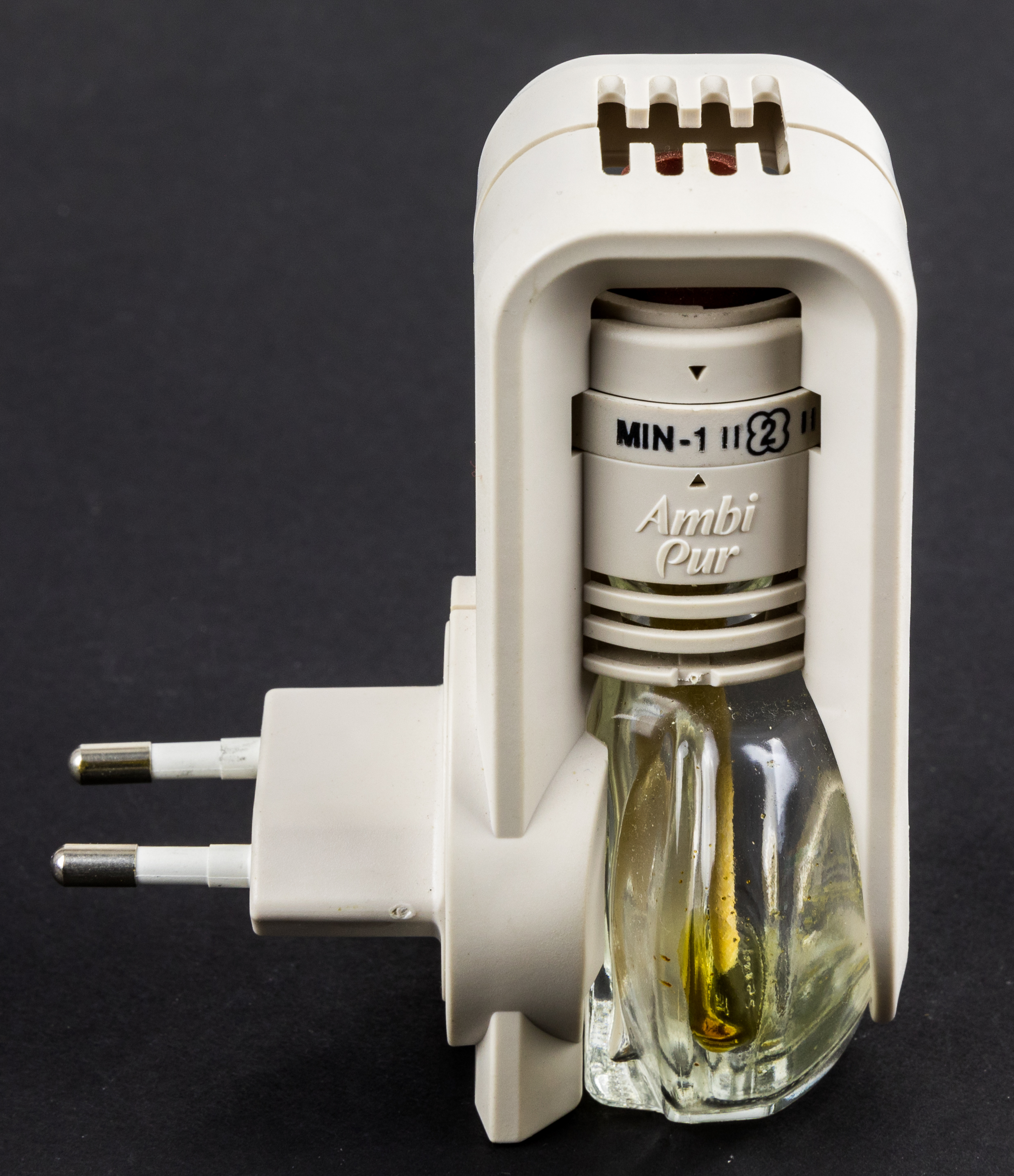
Ambi Pur

Ambi Pur is een reeks geuren voor in huis die als aerosol verspreid worden. De reeks werd oorspronkelijk ontwikkeld en gemaakt door het bedrijf Sara Lee Corporation, maar sinds 2009 door Procter & Gamble.
| Naam          | Omschrijving door het bedrijf                    |
| ------------- | ------------------------------------------------ |
| Aromatic Wood | warme huisparfum                                 |
| Elegance      | hout en muskus                                   |
| Harmony       | vanille, jelie, jasmijn, magnolia en ylang-ylang |
| Aqua          | citrus, gras en bloemen                          |
| April         | thee, bloemen, hout en muskus                    |
| Zoom          | bloesem, en citrus                               |
| Innocence     | fruit, bloemen, fruit en amber                   |
| Sky           | witte rozen, en abrikozen                        |
| Dream Away    | fruit, bloesem en citrus                         |

In een publicatie uit 2003 werd het gebruik van dergelijke middelen in verband gebracht met een hogere frequentie van oorpijn en diarree bij jonge kinderen en hoofdpijn en depressie bij de moeders. Of de gevonden relatie oorzakelijk is staat niet vast.